# Élections législatives de 2007 en Lozère
Les élections législatives françaises de 2007 se déroulent les 10 et 17 juin 2007. Dans le département de la Lozère, deux députés sont à élire dans le cadre de deux circonscriptions.

## Élus
| Circonscription | Député sortant            | Parti | Parti | Député élu ou réélu       | Parti | Parti |
| --------------- | ------------------------- | ----- | ----- | ------------------------- | ----- | ----- |
| 1re             | Francis Saint-Léger       |       | UMP   | Francis Saint-Léger       |       | UMP   |
| 2e              | Pierre Morel-À-L'Huissier |       | UMP   | Pierre Morel-À-L'Huissier |       | UMP   |

## Résultats

### Résultats au niveau départemental
| Parti                                      | Parti                             | Premier tour | Premier tour | Second tour | Second tour | Sièges |
| Parti                                      | Parti                             | Voix         | %            | Voix        | %           | Sièges |
| ------------------------------------------ | --------------------------------- | ------------ | ------------ | ----------- | ----------- | ------ |
|                                            | Union pour un mouvement populaire | 22 002       | 53,55        | 11 426      | 53,62       | 2      |
|                                            | Majorité présidentielle           | 22 002       | 53,55        | 11 426      | 53,62       | 2      |
|                                            |                                   |              |              |             |             |        |
|                                            | Parti socialiste                  | 8 851        | 21,54        | 9 885       | 46,38       | 0      |
|                                            | Parti communiste français         | 1 857        | 4,52         |             |             | 0      |
|                                            | Parti radical de gauche           | 561          | 1,37         | 0           |             |        |
|                                            | Gauche parlementaire              | 11 269       | 27,43        | 9 885       | 46,38       | 0      |
|                                            |                                   |              |              |             |             |        |
|                                            | UDF–Mouvement démocrate           | 4 066        | 9,90         |             |             | 0      |
|                                            | Extrême gauche dont LCR et LO     | 2 282        | 5,55         | 0           |             |        |
|                                            | Front national                    | 1 025        | 2,49         | 0           |             |        |
|                                            | Divers                            | 369          | 0,90         | 0           |             |        |
|                                            | Mouvement national républicain    | 76           | 0,18         | 0           |             |        |
|                                            |                                   |              |              |             |             |        |
| Inscrits                                   | Inscrits                          | 59 617       | 100,00       | 32 052      | 100,00      | 2      |
| Abstentions                                | Abstentions                       | 17 632       | 29,58        | 9 979       | 31,13       |        |
| Votants                                    | Votants                           | 41 985       | 70,42        | 22 073      | 68,87       |        |
| Blancs et nuls                             | Blancs et nuls                    | 896          | 2,13         | 762         | 3,45        |        |
| Exprimés                                   | Exprimés                          | 41 089       | 97,87        | 21 311      | 96,55       |        |
| Source : Ministère de l'Intérieur - Lozère |                                   |              |              |             |             |        |

### Résultats par circonscription

#### Première circonscription (Mende)
| Candidat       | Candidat                          | Parti               | Premier tour | Premier tour | Second tour | Second tour |  |
| Candidat       | Candidat                          | Parti               | Voix         | %            | Voix        | %           |  |
| -------------- | --------------------------------- | ------------------- | ------------ | ------------ | ----------- | ----------- |  |
|                | Francis Saint-Léger sortant réélu | UMP                 | 9 816        | 44,59        | 11 426      | 53,62       |  |
|                | Jean-Claude Chazal                | PS                  | 5 987        | 27,19        | 9 885       | 46,38       |  |
|                | Jean-Jacques Delmas               | UDF–MoDem           | 2 788        | 12,66        |             |             |  |
|                | François Roux                     | Extrême gauche (GA) | 1 286        | 5,84         |             |             |  |
|                | Robert Aigoin                     | PCF                 | 1 061        | 4,82         |             |             |  |
|                | Véronique Miramond                | LCR                 | 435          | 1,98         |             |             |  |
|                | Bernadette Couvreur               | FN                  | 377          | 1,71         |             |             |  |
|                | Édith Gohier                      | Divers              | 149          | 0,68         |             |             |  |
|                | Jean-Claude Cotentin              | LO                  | 74           | 0,34         |             |             |  |
|                | Éliane Lamothe                    | Régionaliste        | 43           | 0,2          |             |             |  |
|                |                                   |                     |              |              |             |             |  |
| Inscrits       | Inscrits                          | Inscrits            | 32 054       | 100,00       | 32 052      | 100,00      |  |
| Abstentions    | Abstentions                       | Abstentions         | 9 633        | 30,05        | 9 979       | 31,13       |  |
| Votants        | Votants                           | Votants             | 22 421       | 69,95        | 22 073      | 68,87       |  |
| Blancs et nuls | Blancs et nuls                    | Blancs et nuls      | 405          | 1,81         | 762         | 3,45        |  |
| Exprimés       | Exprimés                          | Exprimés            | 22 016       | 98,19        | 21 311      | 96,55       |  |

#### Deuxième circonscription (Marvejols)
|                | Pierre Morel-À-L'Huissier sortant réélu | UMP            | 12 186 | 63,89  |  |  |  |
|                | Dominique Aulas                         | PS             | 2 864  | 15,02  |  |  |  |
|                | Édith Guccini                           | UDF–MoDem      | 1 278  | 6,7    |  |  |  |
|                | Hélène Doridon                          | PCF            | 796    | 4,17   |  |  |  |
|                | Jean-François Pardigon                  | FN             | 648    | 3,4    |  |  |  |
|                | Joël Yoyotte-Landry                     | PRG            | 561    | 2,94   |  |  |  |
|                | Michel Reix                             | LCR            | 385    | 2,02   |  |  |  |
|                | Thierry Gaches                          | Divers         | 177    | 0,93   |  |  |  |
|                | Chantal Duboulay                        | LO             | 102    | 0,53   |  |  |  |
|                | François-Noël Mas                       | MNR            | 76     | 0,4    |  |  |  |
|                |                                         |                |        |        |  |  |  |
| Inscrits       | Inscrits                                | Inscrits       | 27 563 | 100,00 |  |  |  |
| Abstentions    | Abstentions                             | Abstentions    | 7 999  | 29,02  |  |  |  |
| Votants        | Votants                                 | Votants        | 19 564 | 70,98  |  |  |  |
| Blancs et nuls | Blancs et nuls                          | Blancs et nuls | 491    | 2,51   |  |  |  |
| Exprimés       | Exprimés                                | Exprimés       | 19 073 | 97,49  |  |  |  |